# Aghia Paraskevi
Aghia Paraskevi (tiếng Hy Lạp: ?) là một khu tự quản ở vùng Attiki, Hy Lạp. Khu tự quản Aghia Paraskevi có diện tích 8 kilômét vuông, dân số theo điều tra ngày 18 tháng 3 năm 2001 là 60065 người.